# 프리울리

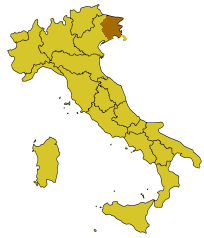
프리울리의 위치

프리울리 기

프리울리(Friuli)는 이탈리아 북동부의 역사적 지역이다. 중심지는 우디네이다. 현재의 프리울리베네치아줄리아주의 대부분을 차지한다.